# Cowania achaja
Cowania achaja är en fjärilsart som beskrevs av Hans Fruhstorfer 1912. Cowania achaja ingår i släktet Cowania och familjen juvelvingar. Inga underarter finns listade i Catalogue of Life.